# Bernadett Németh
Bernadett Németh (Budapest, 31 marzo 1980) è un'ex cestista ungherese.

## Carriera
Con l'Ungheria ha disputato i Campionati europei del 2009.